# Gut Drechen

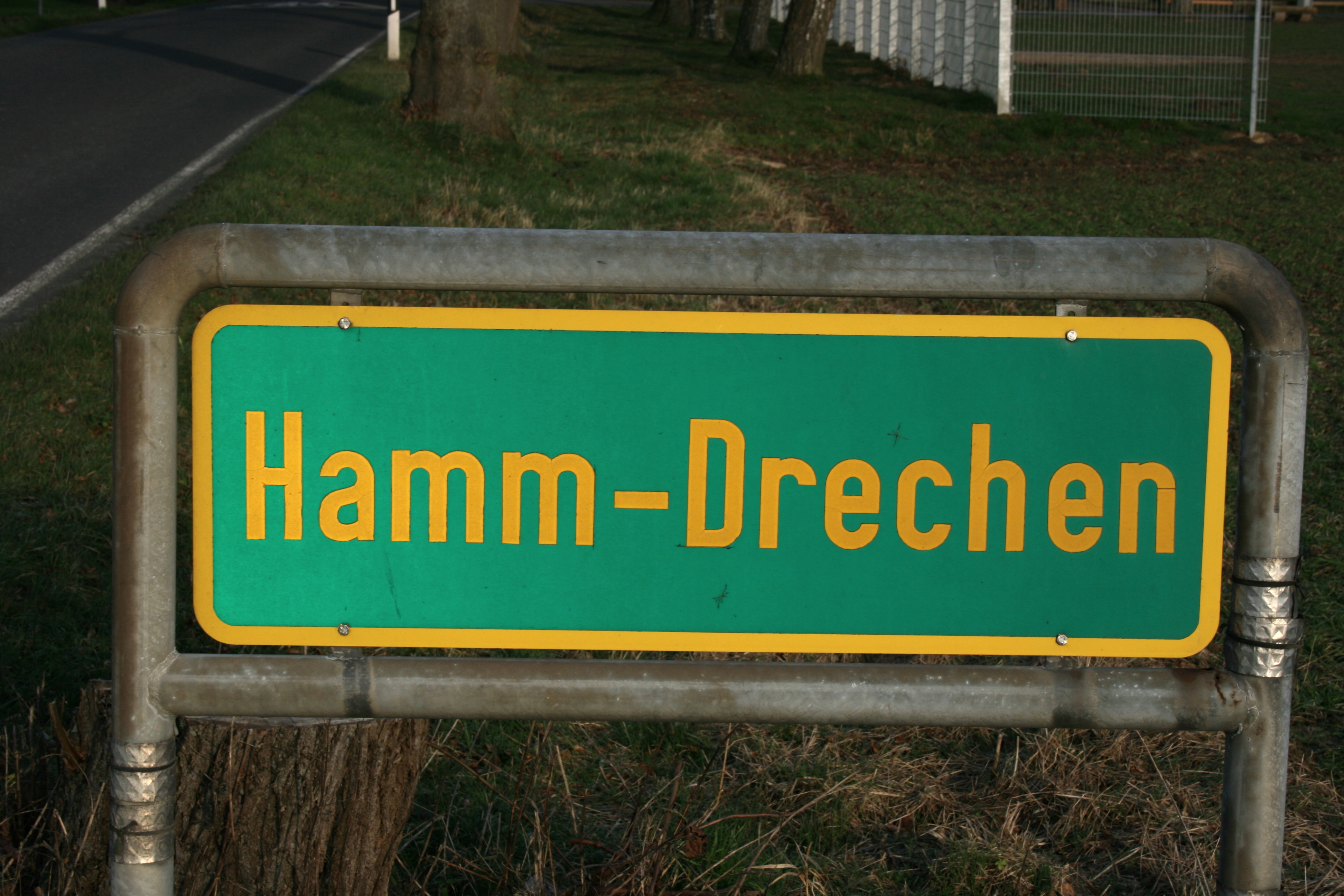
Ortshinweistafel Drechen (2009)

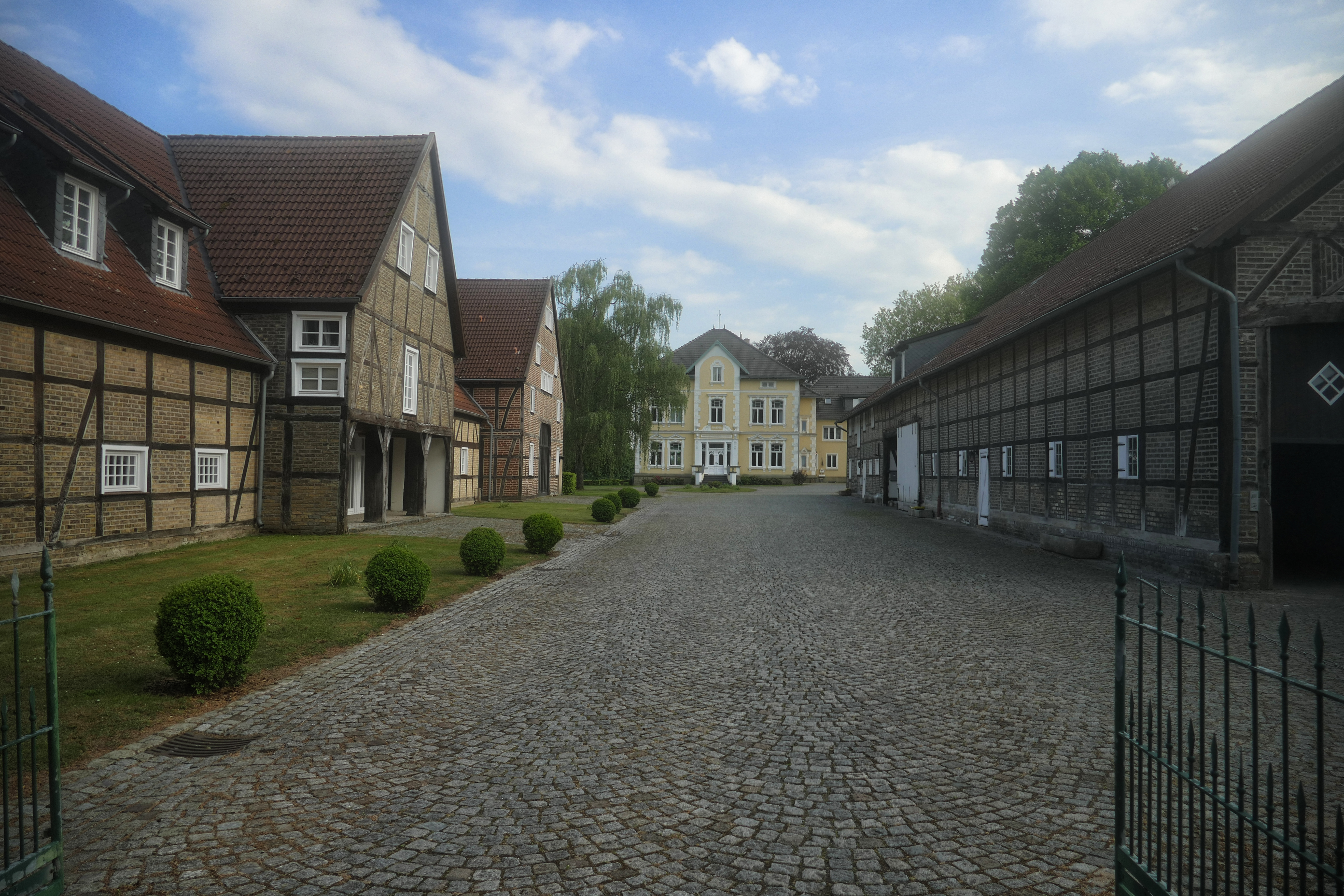
Gut Drechen

Das Gut Drechen ist ein ehemaliger Oberhof und Schultenhof der westfälischen Grafschaft Mark im Ortsteil Drechen der Stadt Hamm.

## Geografie
Gut Drechen liegt etwa acht Kilometer südlich von Hamm auf einer Höhe von 92 m ü. NN.

## Geschichte
Unter dem Namen „Oberhof Drechen“ oder „Schultenhof Drechen“ reicht die Geschichte des Hofes bis in das 12. Jahrhundert zurück. Das Gut Drechen war ursprünglich eine Domäne der Landesherren. Zu seinem Hofesverband gehörten acht Unterhöfe. Die Aufgabe dieses Verbandes war die Versorgung des gräflichen Haushaltes und der Besatzung der nahe gelegenen Burg Mark.
Annähernd seine heutige Gestalt nahm der Hof um 1900 unter der Bewirtschaftung von Emil Schulze-Steinen und seiner Frau Frieda an: Diese errichteten 1900 das Herrenhaus in Formen der Neurenaissance. Neben dem Herrenhaus trifft man noch auf Reste der alten Gräfte, also des Wassergrabens des Jagdschlosses. Den zum Herrenhaus führenden, breiten Weg flankieren imposante Fachwerkwirtschaftsgebäude, die im 19. Jahrhundert bzw. um 1900 entstanden.

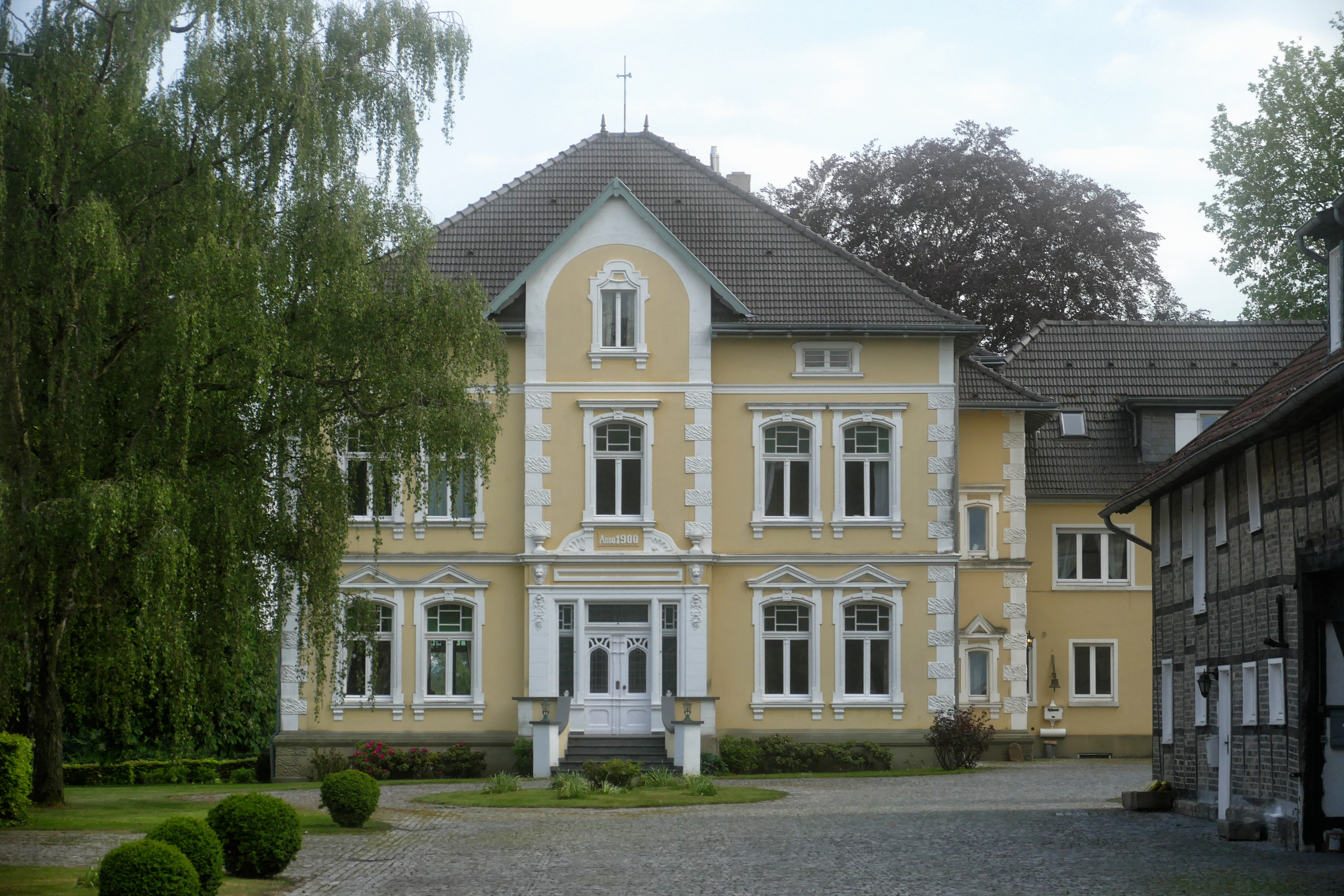
Herrenhaus Gut Drechen

Bis heute befindet sich das Gut im Eigentum seiner Nachfahren.

## Gebäude und Park
Die Wirtschaftsgebäude des Herrenhauses befinden sich parallel zueinander und bilden einen langgestreckten Hof.
Die Parkteile nördlich der Orangerie, welche in den Jahren 1827 bis 1828 errichtet wurde und im Zweiten Weltkrieg als Gefangenenlager diente, sind bis auf einzelne Altbäume nicht mehr vorhanden. Einige Linden im Bereich der Zufahrten zum Herrenhaus und zur Orangerie sind beachtenswert. Der verbleibende Park besteht im Wesentlichen aus einer zentralen Rasenfläche mit einzelnen Blumenbeeten. Der gepflegte Park wird nur privat genutzt.

## Heutige Nutzung
Das Gut wird noch bewirtschaftet. Teilweise werden ehemalige Gebäude (zum Beispiel Stallungen und die Orangerie) zu Wohnzwecken genutzt. Die Ackerflächen werden größtenteils als Golfplatz genutzt.
Das Gut ist nicht öffentlich zugänglich.